# Der Duft der Mathilde
Der Duft der Mathilde ist ein französischer erotischer/pornographischer Film aus dem Jahr 1994 von Marc Dorcel basierend auf einem Drehbuch des Filmautors Jean Rollin. 

## Handlung
Das Waisenkind Eva wird von ihrem Onkel und ihrer Tante aufs Land zum Witwer Sir Rémy gebracht, der dort umgeben von Gästen und Angestellten in einem Schloss lebt. Er lebt in der Erinnerung an seine ehemalige Frau Mathilde, deren vollkommene Doppelgängerin Eva ist. Er glaubt, immer noch Mathildes Parfüm in seinem Schloss zu riechen. Eva soll den ihr unbekannten Mann heiraten.
Mathilde hatte Rémy in der Vergangenheit mit allen Männern betrogen, die es wünschten. Um sich für die Erinnerung an seine verstorbene Frau zu rächen, lässt er die junge Eva in einer Zeremonie öffentlich erniedrigen. Die unschuldige Eva erweist sich dabei als eine Reinkarnation der verstorbenen Mathilde.

## Hintergrund
- Es ist einer der letzten Filme von Julia Chanel, die für diese Gelegenheit die Rolle der Magd erhält.
- Draghixa ist in einer Doppelrolle als Eva und Ehefrau Mathilde zu sehen.

## Auszeichnungen
- 1995: Hot d’Or: Bestes europäisches Drehbuch
- 1995: Hot d’Or: Beste europäische Schauspielerin (Draghixa)
- 1995: AVN Award: Best European Film
- Bester europäische Film beim Erotikfestival in Brüssel
- Beste französische Darstellerin (Draghixa) in Brüssel